# Jakov Milatović
Jakov Milatović (serbisk kyrillisk: Јаков Милатовић; født 7. december 1986) er en montenegrinsk politiker og økonom, som har været Montenegros præsident siden maj 2023. Han var minister for økonomisk udvikling i Zdravko Krivokapićs regering fra 2020 til 2022 og har arbejdet som økonom i Den Europæiske Bank for Genopbygning og Udvikling i London og Podgorica. Han er medstifter af og næstformand i det liberale og pro-EU parti Europa Nu!, som ved parlamentsvalget i 2023 blev det største parti i det montenegrinske parlament.
Milatović fik næstflest stemmer (28,92 %) ved første valgrunde i det montenegrinske præsidentvalg i 2023 og gik sammen med Milo Đukanović videre til anden valgrunde. Han vandt i anden runde med 58,88 % af stemmerne. Han var med sine 36 år den næstyngste statsleder i verden da han tiltrådte som præsident, efter Ibrahim Traoré i Burkina Faso. Han har gjort forbedring af levestandarden, bekæmpelse af korruption og Montenegros optagelse i Den Europæiske Union inden 2025 til sine mærkesager.

## Barndom og uddannelse
Milatović er født 7. december 1986 i Titograd i SFR Jugoslavien, nu Podgorica, regeringsbyen i Montenegro. Han har en bachelorgrad i økonomi fra Montenegros Universitet. Han tilbragte et studieår ved Illinois State University, et semester ved Handelshøjskolen i Wien og et studieår ved Sapienza-universitetet i Rom. Milatović afsluttede sin MPhil i økonomi ved St John's College ved University of Oxford. Udover sit modersmål serbokroatisk taler Milatović flydende engelsk og kan tale italiensk og spansk.

## Erhvervskarriere
Milatović har arbejdet som økonom i banken NLB Group i Podgorica og i Deutsche Bank i Frankfurt. I 2014 blev han ansat i Den Europæiske Bank for Genopbygning og Udvikling, hvor han først havde arbejdssted i London og senere i Podgorica.
Han har udgivet en række artikler og været medforfatter til to bøger.

## Politisk karriere

### Minister for økonomisk udvikling (2020-2022)
Milatović var minister for økonomisk udvikling fra 4. december 2020 til 28. april 2022 i Zdravko Krivokapić's regering. I sin ministertid præsenterede og implementerede han sammen med finansminster Milojko Spajić det kontroversielle økonomiske reformprogram "Europa nu". Reformprogrammet havde til formål at øge mindstelønnen, reducere skatter og sociale bidrag, tiltrække udenlandske investeringer og fremskynde Montenegros integration i Den Europæiske Union. Programmet var populært og styrkede Milatović og Spajićs popularitet.

### Europa Nu og lokalvalg i 2022
I 2022 stiftede Milatović og Spajić det politiske parti Europa Nu med Spajić som formand og Milatović som næstformand. Partiet deltog i lokalvalgene i 2022, hvor Milatović stillede op i Podgorica. Partiet fik 21,7 % af stemmerne i byen, og det var forventet at Milatović ville blive borgmester.

### Præsidentvalg og præsident fra 2023
Før borgmestervalget i Podgorica stillede Milatović imidlertid i marts 2023 op som erstatningskandidat for Europa Nu ved det montenegrinske præsidentvalg i 2023, efter at Spajićs kandidatur var blevet afvist af den statslige valgkommission, fordi han har dobbelt statsborgerskab i Serbien og Montenegro.
Han blev valgt til præsident efter en sejr over den siddende præsident Milo Đukanović i anden valgrunde 2. april 2023. Milatović fik 58,88 % af stemmerne.
Milatović blev taget i ed den 20. maj 2023 i Montenegros parlament i Podgorica i stedet for det traditionelle indsættelsessted Cetinje.

## Privatliv
Milatović er gift med Milena Milatović og har tre børn. Han er serbisk-ortodoks kristen og blev døbt i Ostrog-klosteret. Han identificerer sig selv som etnisk montenegriner.